# Maha-siddhanta
O Maha-siddhanta é um dos mais importantes tratados da astronomia indiana, escrito por e Aryabhata II e traduzido do sânscrito a pedido do califa Almançor, à época de quando a Índia foi invadida pelos árabes e a matemática e astronomia hindus foram incorporadas por eles.